# Barlen Pyamootoo
Barlen Pyamootoo (né le 27 septembre 1960 à Trou d'Eau Douce à l’île Maurice) est un écrivain et cinéaste mauricien.

## Biographie
Barlen Pyamootoo quitte l'île Maurice pour Strasbourg où ses études universitaires lui permettent d'obtenir un DEA de linguistique et un DEA de Sciences de l'éducation. Il est professeur de lettres en France de 1987 à 1993. En 1995 il retourne à l'île Maurice pour se consacrer à l'écriture et à l'édition. 
Il est aujourd'hui considéré comme l'un des plus grands auteurs mauriciens connu mondialement. Il a été interviewé dans plusieurs pays francophones comme la France, la Belgique..
En 2004-2005, il réalise le film Bénarès, adapté de son roman, le premier long-métrage en créole mauricien.

## Œuvres
- Bénarès, Paris, Éditions de l'Olivier, 1999, 90 p.  (ISBN 2-87929-210-7)
- Le Tour de Babylone, Paris, Éditions de l’Olivier, 2002, 108 p.  (ISBN 2-87929-228-X)
- Salogi's, Paris, Éditions de l’Olivier, 2008, 137 p.  (ISBN 978-2-87929-585-5)[5]

finaliste du prix Médicis
- L'île au poisson venimeux, Paris, Éditions de l'Olivier, 2017, 176 p.  (ISBN 978-2-87929-350-9)
- Whitman, Paris, 2019, Éditions de l'Olivier, 160 p.[7]
- Monterey, Paris, 2022, Éditions de l'Olivier, 208 p.[8]

## Film
- Bénarès, réalisateur, 2005[9]